# البراء باعظيم
البراء باعظيم (مواليد 13 يوليو 1993) هو لاعب كرة قدم سعودي يلعب حالياً في نادي جدة.

## مسيرة اللاعب
كانت بداياته مع النادي الأهلي في الفئات السنية ولعب بعدها مع أندية الإتفاق ونجران و العروبة و نادي الوحدة ونادي العين ونادي البكيرية ونادي العدالة ونادي الوشم ونادي جدة.